# 金子家 (男爵家)
金子家（かねこけ）は、物部氏の末裔である物部神社社家で華族の男爵家。

## 歴史
物部氏の祖である饒速日命の後裔尾琴連に発する物部氏の末裔。饒速日命の子である宇麻志摩命を祭神とする物部神社の宮司を世襲する社家で、中世の頃に金子を称するようになった。江戸時代の神領は300石。
44代目の金子有卿の代の明治8年6月30日付けの浜田県より内務省宛ての伺いの中で「当県管轄石見国々弊小社宮司兼大講義金子有卿家筋の儀、往古は累代国造職を奉務し、且つ従五位下・従六位下に叙せられ旧来の名族にこれあり候に付、今般御詮議を以て華族に列せられ候様仕りたく、これに依り同家々格履歴書正副共に相添え、この段相伺い申し候也」と口宣案写等を添付して華族編列が請願された。この請願に対して内務省は金子家を社家の中でも最も高勝の家系の一つとして華族編列を可とした。
明治17年7月の華族令公布で華族が五爵制になったのに伴い、有卿は男爵に列した。2代男爵の金子有道は久邇宮家御用掛、御歌所参候、貴族院の男爵議員などを歴任した。3代男爵金子吉忠は海軍将校だった。彼の代に金子男爵家の住居は神奈川県藤沢町鵠沼にあった。